# Leonidas Karaiosifoglu
Leonidas Karaiosifoglu, cunoscut și ca Leonida Caraiosifoglu, (n. 31 octombrie 1944, București, România – d. 31 octombrie 2024) a fost un mărșăluitor român.

## Carieră
A fost multiplu campion național atât la 20 km marș cât și la 50 marș și a stabilit șase recorduri naționale.
Leonidas Karaiosifoglu a câștigat de șase ori medalia de aur la Jocurile Balcanice la 20 km marș, 1965-1970. În 1968 a participat la Jocurile Olimpice de la México unde a obținut locul 9. La Campionatul European din 1969 de la Atena a câștigat medalia de argint.
După retragerea sa, Leonidas Karaiosifoglu a devenit antrenor.
În 2004 el a primit Medalia „Meritul Sportiv” clasa I.

## Realizări
| An   | Competiție           | Locație                 | Loc | Note      |
| ---- | -------------------- | ----------------------- | --- | --------- |
| 1965 | Jocurile Balcanice   | Pireu, Grecia           | 1   | 1:40:24   |
| 1966 | Jocurile Balcanice   | Sarajevo, Iugoslavia    | 1   | 1:39:54   |
| 1967 | Jocurile Balcanice   | Istanbul, Turcia        | 1   | 1:39:36   |
| 1968 | Jocurile Olimpice    | Ciudad de México, Mexic | 9   | 1:37:07,6 |
| 1968 | Jocurile Balcanice   | Pireu, Grecia           | 1   | 1:36:40   |
| 1969 | Campionatul European | Atena, Grecia           | 2   | 1:31:06,4 |
| 1969 | Jocurile Balcanice   | Sofia, Bulgaria         | 1   | 1:32:50   |
| 1970 | Jocurile Balcanice   | București, România      | 1   | 1:34:16   |

## Recorduri personale
| Probă      | Performanță | Dată |
| ---------- | ----------- | ---- |
| 20 km marș | 1:30:19,0   | 1969 |
| 50 km marș | 4:13:03,2   | 1974 |